# Zwiefaltendorfer Tropfsteinhöhle
Die Zwiefaltendorfer Tropfsteinhöhle liegt in Zwiefaltendorf, einem Ortsteil der Stadt Riedlingen in Baden-Württemberg. Sie wurde bei der Ausschachtung eines Kellers am 19. Januar 1892 in zehn Meter Tiefe im Kalktuff entdeckt. Noch im selben Jahr wurde die Höhle als Schauhöhle eröffnet. Mit einer Länge von 27 Metern ist sie die kleinste Schauhöhle in Deutschland. Der Zugang zur Höhle geschieht vom Keller des Gasthauses Zum Rössle in Zwiefaltendorf aus.
Die Höhle enthält mit Perlsinter überzogene, sekundär gewachsene Tropfsteine.
Die vier bis sechs Meter hohe und zwei bis drei Meter breite Höhle hat sich in Kalktuff gebildet. Sie ist zur gleichen Zeit entstanden wie die Kalk-Sedimente, die seit der letzten postglaziären Warmzeit (nach der Würmeiszeit) aus Karstwasser ausfällten. Sie gehört damit zu den seltenen Primärhöhlen.
Ein Besuch der Höhle ist mit dem des Gasthauses und einer kleinen Brauereiführung verbunden. Der Führer beantwortet auch Fragen zum Schnapsbrennen.